# Diabolo-Projekt

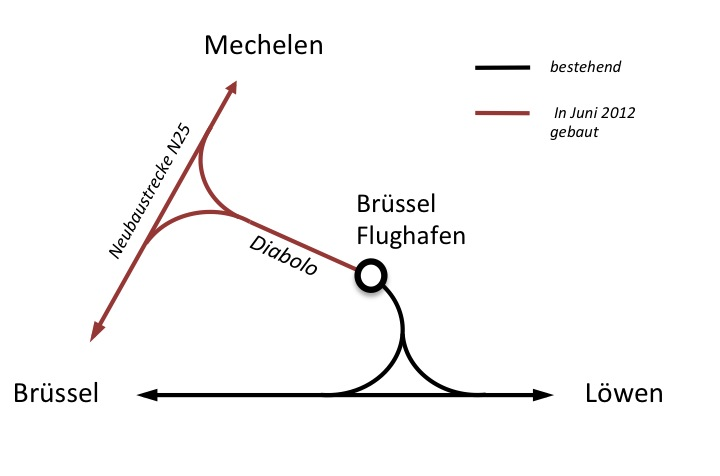
Schematische Darstellung des Diabolo-Projekts

Das Diabolo-Projekt war ein Plan zur verbesserten Erreichbarkeit des Flughafens Brüssel-Zaventem auf der Schiene aus nördlicher Richtung und zur Entlastung der Bahnstrecke Brüssel–Antwerpen. Die in Form einer öffentlich-privaten Partnerschaft durchgeführten Maßnahmen wurden am 10. Juni 2012 vollständig in Betrieb genommen.

## Zur Vorgeschichte

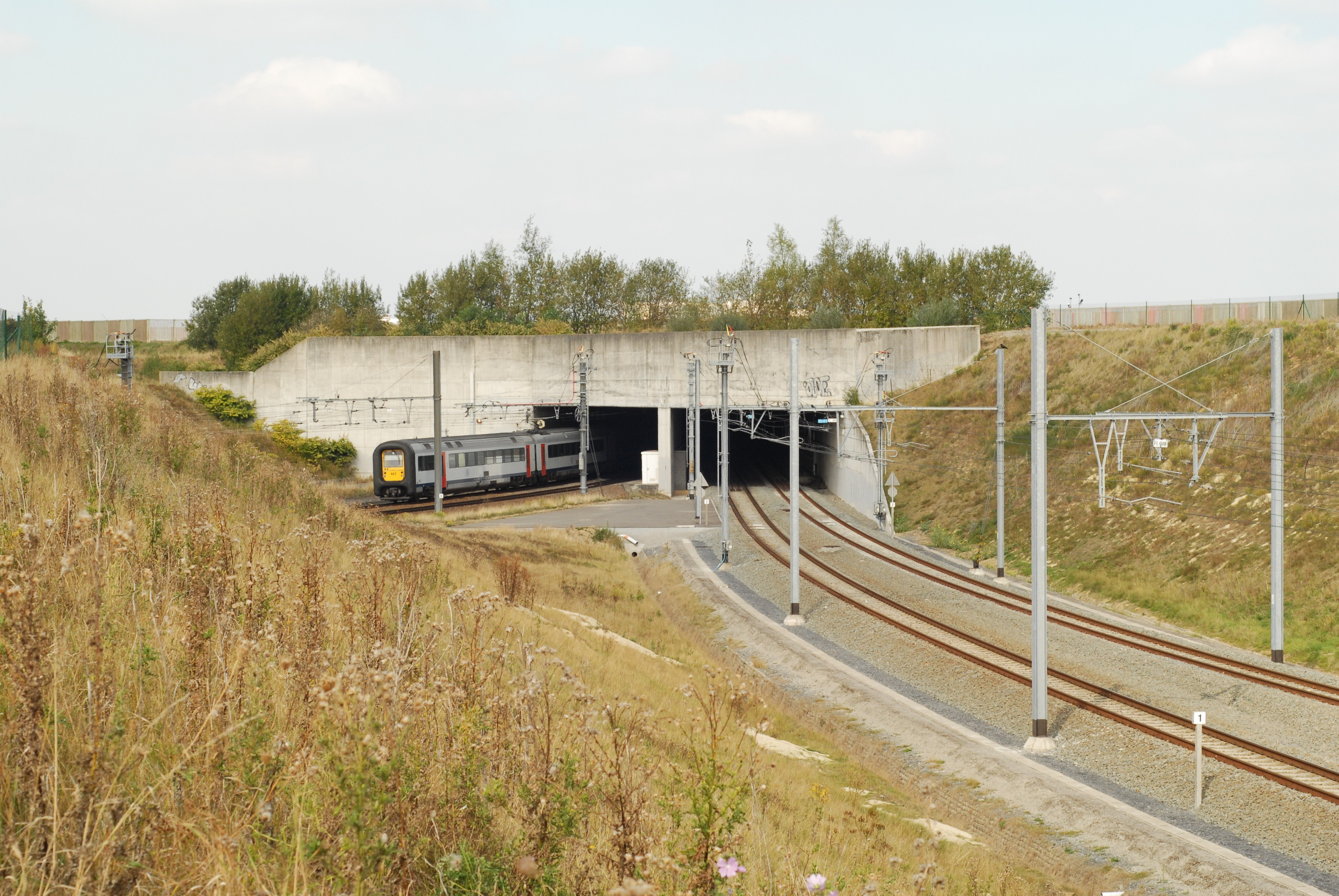
Ein Interregio-Zug vom Flughafen nach Brüssel, mit der seit 2005 bestehenden Kurve nach Löwen im Vordergrund

1955 erhielt der Brüsseler Flughafen erstmals eine Bahnanbindung durch eine kurze Stichstrecke von der Bahnstrecke Brüssel – Löwen – Lüttich aus. Vierzig Jahre später wurde der heutige unterirdische  Bahnhof mit drei Gleisen in Betrieb genommen. Seit 2005 ist es auch möglich, vom Bahnhof Leuven (Löwen) umsteigefrei zum Flughafen zu reisen, hierfür wurde eine Verbindungskurve bei Nossegem angelegt. Antwerpen, die zweitgrößte Agglomeration des Landes, war weiterhin nur über einen Umweg über den Brüsseler Nordbahnhof zu erreichen, die Fahrt dauerte gut eine Stunde, und unter anderem diese Situation wurde dafür ausgemacht, dass Einwohner aus Antwerpen nur zu 10 % am Marktanteil des Flughafens beitrugen.

## Realisierung

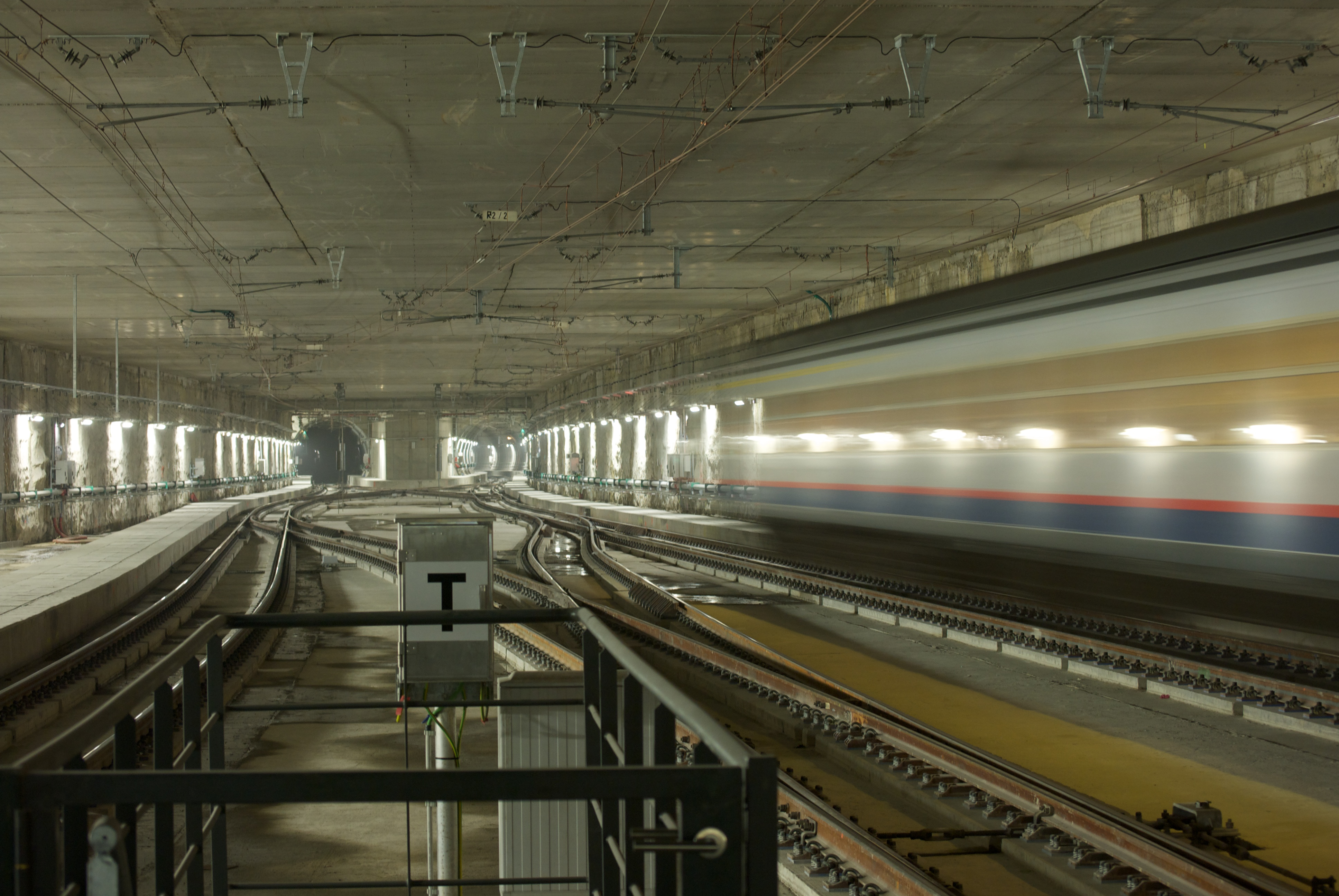
Verlängerung des Eisenbahntunnels unter dem Flughafen Richtung Mechelen

### Finanzierung
Im September 2007 ist der Public-Private-Partnership-Vertrag zwischen dem Projektpartner Northern Diabolo, bestehend aus HSH Nordbank und Babcock & Brown, und Infrabel, dem belgischen Schienennetzbetreiber, unterzeichnet worden. Das Konsortium THV DIALINK aus CEI-De Meyer (BAM), MBG, Wayss & Freytag, VINCI Construction Grands Projets und Smet Tunnelling führte den Bau aus. Northern Diabolo finanzierte die nördliche Anbindung und den Tunnelbau an sich, Infrabel die neu gebaute Bahnstrecke 25N, die zwischen Mechelen und Machelen auf dem Mittelstreifen der Autobahn 1/E19  verläuft. Die Gesamtkosten beliefen sich auf 540 Millionen Euro, von denen 250 Millionen Infrabel selbst zu tragen hatte. Northern Diabolo wird seine Kosten über eine Laufzeit von 35 Jahren aus einem Zuschlag decken, den jeder Bahnreisende zum und vom Flughafen pro Fahrt zu entrichten hat, der sog. Diabolo-Zuschlag von 5,50 € (August 2021) pro Fahrt. Außerdem erhält das Unternehmen von Infrabel eine jährliche, der Inflation angepasste Zahlung in Höhe von 9 Millionen Euro (Stand 2007). Als dritte Finanzierungskomponente werden 0,5 % der inländischen Fahrkarteneinnahmen von den Bahnunternehmen überwiesen.

### Projektübersicht

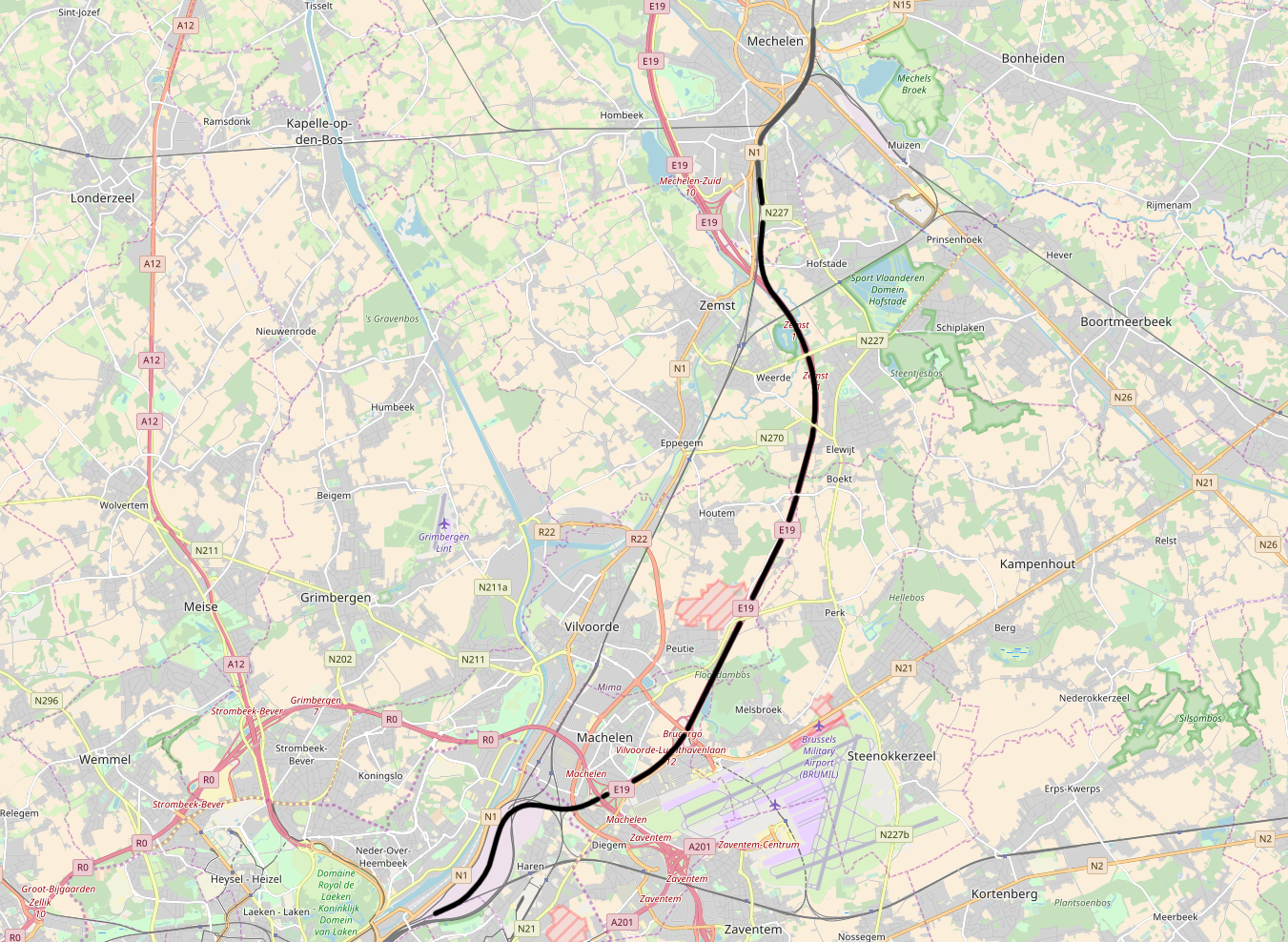
Linie 25N. Die Strecke zum Flughafen schließt in Höhe von Vilvoorde an.

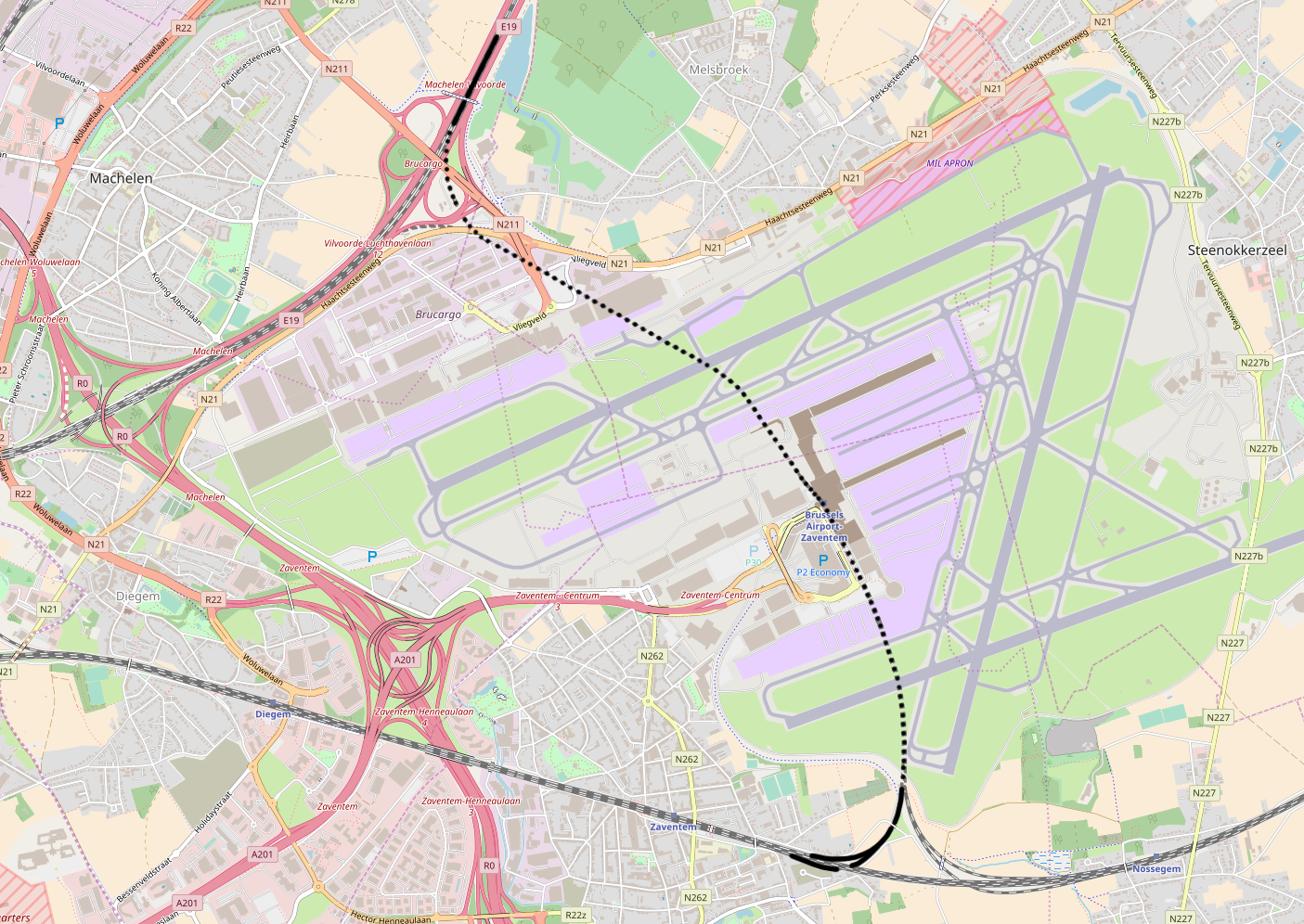
Linie 36C. Die nördliche Hälfte ist im Rahmen des Diabolo-Projektes neu erstellt worden.

Der bisherige Kopfbahnhof unter dem Terminal ist durch zwei gebohrte Tunnelröhren von jeweils 1,1 Kilometer Länge in einen Durchgangsbahnhof umgewandelt worden. Außerdem ließ der Bauherr die bestehenden Bahnsteige um 100 Meter auf 425 Meter verlängern. Ein weiterer Tunnel unterführt den Frachtbereich Brucargo des Flughafens, wonach die Strecke im Bereich der Autobahn-Anschlussstelle Vilvoorde auf die ebenfalls neu gebaute Strecke 25N trifft.

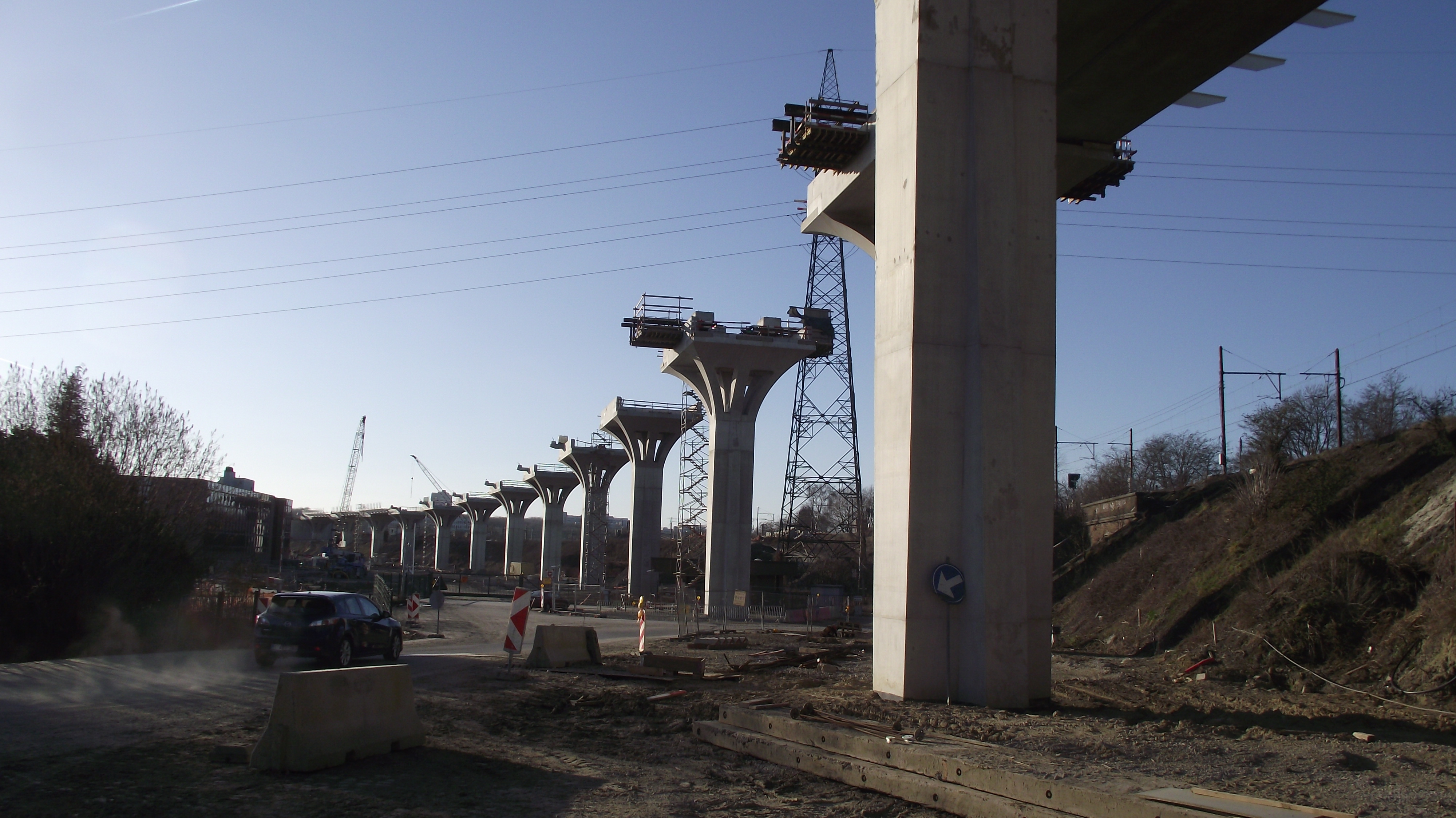
Bau des südlichen Anschlusses der Linie 25N

Zweiter Bestandteil des Projektes ist die von Infrabel selbst finanzierte Neubaustrecke (Linie 25N) vom Bahnhof Mechelen bis zum Bahnhof Schaerbeek/Schaarbeek, die größtenteils auf dem Mittelstreifen der A1/E19 verläuft. Dieser stellte bis dahin eine ungenutzte Investitionsruine dar. Die Strecke 25N zweigt südlich vom Bahnhof Mechelen von der bestehenden Strecke Brüssel – Antwerpen ab und folgt der A1/E19 bis zu ihrem Ende am äußeren Autobahnring Brüssels. Kurz vorher befinden sich die Abzweigstellen Machelen-Noord und Machelen-Zuid, die sowohl Fahrten vom Flughafen nach Mechelen als auch nach Schaerbeek/Schaarbeek (und jeweils umgekehrt) ermöglichen. Im Gleisvorfeld des Bahnhofs Schaerbeek/Schaarbeek wird schließlich wieder die Bestandsstrecke erreicht.  Die Neubaustrecke ermöglicht Geschwindigkeiten von bis zu 220 km/h und ist mit den Zugbeeinflussungssystemen TBL1+ und ETCS Level 1 ausgestattet.
Mit der Eröffnung der Strecken am 10. Juni 2012 hat sich die Reisezeit von Mechelen zum Flughafen von 40 auf acht Minuten verkürzt, von Antwerpen aus etwa halbiert.
Seit der Eröffnung des Schuman-Josaphat-Tunnels am 4. April 2016 ist der Flughafen vom Brüsseler Europaviertel aus in unter 15 Minuten zu erreichen.

## Betrieb
Folgende Züge nutzen seit dem 10. Juni 2012 die neugebaute Bahnstrecke 25N auf dem südlichen, nördlichen oder dem Gesamtabschnitt:

### Täglich
| Thalys | Paris – Brüssel – Antwerpen – Rotterdam – Amsterdam | 10 × täglich, Gesamtabschnitt |
| IR j   | Quévy – Brüssel – Brüssel Flughafen                 | stündlich, südlicher Teil     |

### Wochentags
| IC Q | Antwerpen – Mechelen – Brüssel Flughafen – Löwen – Landen | stündlich, nördlicher Teil |
| IR i | De Panne – Gent – Brüssel – Brüssel Flughafen – Mechelen  | stündlich, nördlicher Teil |

### Am Wochenende
| IR o | Brüssel – Brüssel Flughafen – Mechelen   | stündlich, nördlicher Teil |
| L    | Antwerpen – Mechelen – Brüssel Flughafen | stündlich, nördlicher Teil |